# Trương Phúc Thận
Trương Phước Thận (? - 1777), là tướng lĩnh dưới thời chúa Nguyễn trong lịch sử Việt Nam.

## Tiểu sử
Trương Phước Thận là hậu duệ của danh tướng Trương Phước Phấn thời phân tranh Trịnh - Nguyễn, nổi danh với trận đánh lũy Trường Dục năm 1648. Phước Phấn có con là Phước Hùng, Phước Hùng có con là Phước Thức, làm quan đến chức Chánh doanh Cai cơ. Thức có con là Duyệt, làm đến Cai đội. Phước Thận là con của Phước Duyệt.
Thời trẻ, Phước Thận vì là con cháu thế gia, được bổ nhiệm làm chức Chưởng cơ, dưới quyền chỉ huy của Tống Phước Hiệp. Năm 1771, Nguyễn Văn Nhạc dựng cờ khởi nghĩa ở Tây Sơn, nhà Nguyễn khi đó suy yếu không chống lại được quân khởi nghĩa. Năm 1775, chúa Nguyễn Phúc Thuần chạy vào Gia Định, Trương Phước Phấn đi theo hộ giá. Nhân lúc nhà Nguyễn bị nguy khốn, vua Cao Miên Nặc Ông Vinh không chịu triều cống. Chúa sai Trương Phước Thận cùng bọn Phó tiết chế là Nguyễn Cửu Tuân theo giúp đức Thế Tổ (Nguyễn Ánh) thảo phạt, Nặc Vinh phải xin hàng.
Mùa hạ năm 1776, quân Tây Sơn đánh vào Gia Định. Lúc này nội bộ chúa Nguyễn lại phát binh tranh chấp giữa hai thế lực là Đỗ Thanh Nhơn và Lý Tài. Lý Tài lo Đỗ Thanh Nhơn làm hại mình, bèn đem thuộc hạ chiếm giữ núi Châu Thới để phòng giữ. Một lần Lý Tài đem quân đánh úp quân Đông Sơn. Thanh Nhơn chống cự không nổi, phải đắp lũy từ sông Bến Nghé đến Bến Than để cố thủ.
Ngày Kỉ Tị tháng 11 ÂL năm đó, Lý Tài rước Đông cung Thế tử Nguyễn Phúc Dương về Sài Gòn, Trương Phước Thận xin ngự giá đóng ở chùa Kim Chương. Ngày Nhâm Thân, Lý Tài buộc chúa mở đại hội tuyên cáo nhường ngôi cho Đông cung. Đông cung cho rằng sự thế đương ngặt nghèo, bất đắc dĩ phải vâng mệnh, xưng là Tân Chính vương, tôn chúa làm Thái thượng vương.
Tháng 3 năm 1777, Nguyễn Văn Huệ dẫn quân đánh Gia Định, Lý Tài thua chạy về Hóc Môn, rồi lại chạy về Ba Giồng, mà Ba Giồng lại là căn cứ quân Đông Sơn của Đỗ Thanh Nhơn. Bấy giờ gặp lúc Trương Phước Thận từ Cần Bột đem quân đến cứu. Lý Tài trông xa thấy bóng cờ, ngờ là quân Đông Sơn đến đánh úp mình, bèn tự rút quân về. Giặc thừa thế đuổi theo. Quân Lý Tài chạy rối loạn đến Tam Phụ, bị quân Đông Sơn giết chết. Trương Phước Thận bèn tới cứu nguy cho Tân Chánh vương. Sau đó ông đưa Tân Chính vương về giữ đất Tranh Giang. Trong khi Thái Thượng vương cùng đức Thế Tổ (Nguyễn Ánh) đóng quân ở Tài Phụ, dựa lưng vào nhau chống lại Tây Sơn.
Tây Sơn tập trung lực lượng đánh vào cả hai nơi Tranh Giang, Tài Phụ. Tháng 9 năm đó, Trương Phước Thận phò Thái Thượng vương chạy vào Long Xuyên. Tây Sơn đến đánh, cha con ông cùng với chúa đều bị bắt và bị hại.